# Maria Montessori
Maria Montessori (31. srpna 1870 Chiaravalle, Itálie – 6. května 1952 Noordwijk aan Zee, Nizozemsko) byla všestranná italská pedagožka, lékařka, filozofka a vědkyně. Je známa především svými novými pedagogickými metodami.

## Život

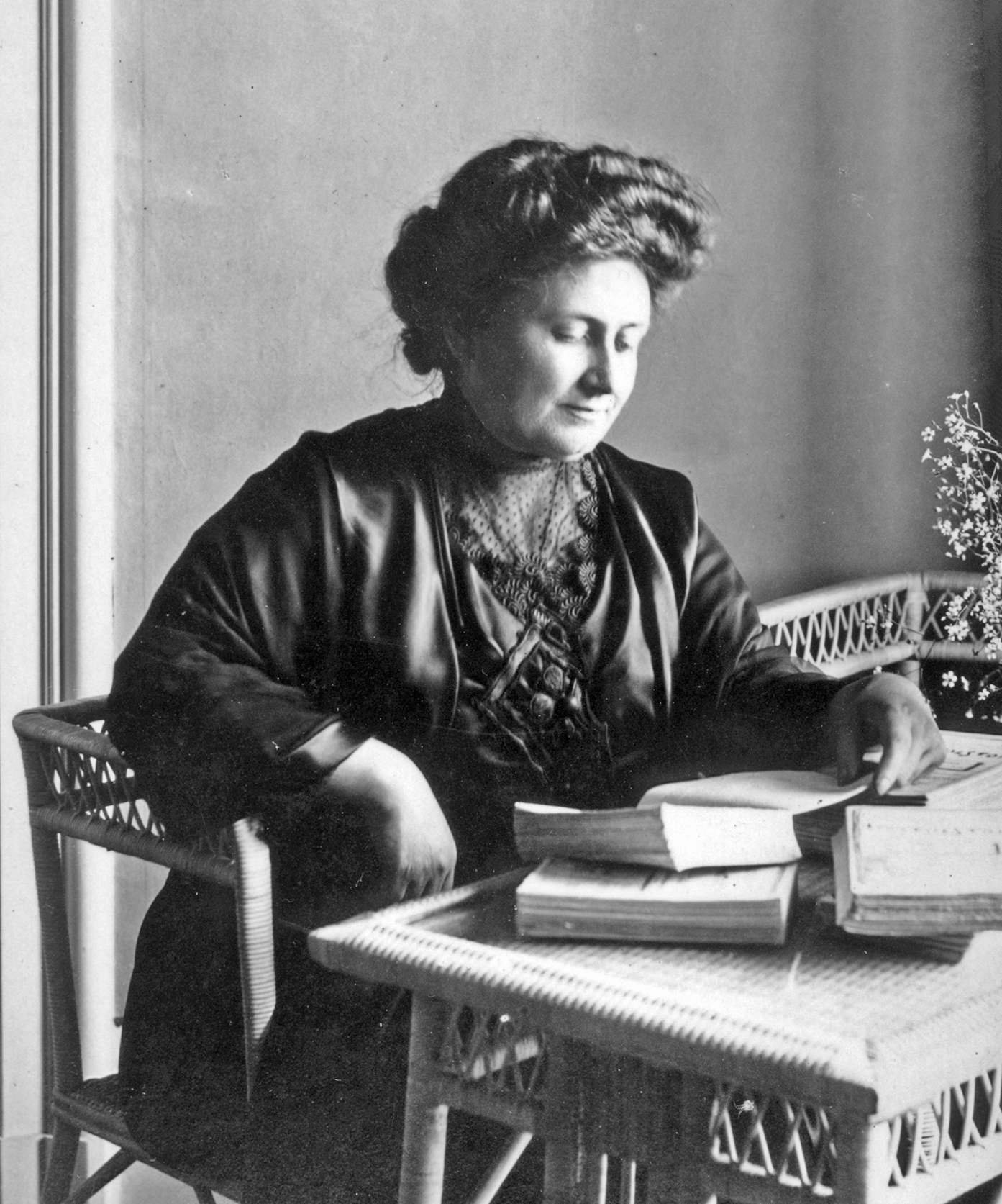
Maria Montessori, 1913

Maria Montessori se narodila 31. srpna 1870 Chiaravalle v italské provincii Ancona. Po základním vzdělání studovala, jako jedna z mála dívek, technicky orientovanou školu. Poté byla přijata na římskou univerzitu “La Sapienza” a v roce 1896 byla promována, jako první žena, doktorkou medicíny v Itálii. Ještě téhož roku vystupovala na Mezinárodním kongresu žen v Berlíně za práva pracujících žen.
Poté začala pracovat v State Orthoprenic School v Římě, kde se zaměřila na výchovu mentálně postižených dětí. Poznala, že problém duševně zaostalých dětí, které byly tehdy zavírány do psychiatrických klinik a ústavů, není jen zdravotní, ale týká se i pedagogiky. Nemocnice svěřila duševně zaostalé děti do péče Montessori, která pro ně sestavila pedagogický program. Snažila se o oslovení a rozvíjení potenciálu dětí pomocí aktivace smyslů. Vycházela ze spisů francouzských lékařů Jeanan Itarda a Edouarda Séguina. Po dvou letech je vzdělala natolik, že tyto děti mohly navázat na studium v běžných školách spolu se zdravými dětmi.
Roku 1911 se vzdala práce s mentálně postiženými dětmi a odešla studovat psychologii, filozofii a antropologii. V roku 1899 porodila syna Maria, jehož otcem byl lékař, kolega Giuseppe Montesano, kterého si nikdy nevzala, aby se nemusela vzdát své kariéry. A tudíž svého nemanželského syna nemohla sama vychovávat.
V letech 1898-1900 pracovala jako vedoucí školy pro vzdělávání léčebných pedagogů a zároveň prováděla praxi dětské lékařky v Římě. Roku 1899 se účastnila kongresu v Turíně, kde vystoupila s referáty o postavení mentálně postižených dětí ve společnosti. Později (1904–1908) vedla katedru antropologie na univerzitě v Římě.
Dne 6. ledna 1907 otevřela Dům dětí (Casa dei Bambini) v San Lorenzo v Římě určený pro chudé děti předškolního věku. Poprvé začala používat a dále rozvíjela materiál pro smyslovou výchovu vytvořený původně pro děti mentálně retardované, školní materiál k nácviku čtení, psaní a počítání. Zprávy o neobyčejných úspěších, kterých dosáhla ve výchově a vzdělání, se brzy rozšířily, a to bylo motivací pro vznik dalších “Dětských domů“.
V roce 1911 Maria Montessori opustila všechna prestižní místa, tj. psychiatrickou kliniku, katedru hygieny, katedru antropologie na římské univerzitě. Ukončila práci aktivní lékařky a začala její více než čtyřicetiletá přednášková a spisovatelská činnost. V Římě se podílela na založení první asociace pro šíření svých metod, které nesly název Opera Montessori. V roce 1909 vydala svoji první knihu a začala připravovat zahraniční cesty na propagaci své koncepce. Přednášela a učila v Švýcarsku, Argentině, Francii, Anglii, Spojených státech, Holandsku, Španělsku, Austrálii a Indii. Roku 1913 založila Dům dětí v Barceloně a od roku 1916 pobývala ve Španělsku, kde působila jako katolicky orientovaná reformní pedagožka. Po 1. světové válce spolupracovala se světovým svazem pro renovaci a výchovu.
V roce 1929 byla založena Mezinárodní společnost Montessori a v Helsingør v Dánsku se konal první Mezinárodní Montessori kongres. Ve státech kde se dostal k moci fašismus byly školy Marii Montessori zavírány a její knihy páleny, protože její metoda vedla k výchově nezávislé osobnosti, což nebylo v souladu s fašismem. Roku 1936 musela ze Španělska odejít kvůli občanské válce, nejprve do Anglie poté do Nizozemí. Během 2. světové války se zdržovala v Indii, kvůli zatčení jejího syna a zákazu vycestování. Od roku 1949 žila v Nizozemsku, kde 6. 5. 1952 v městě Noordwijk-an-Zee umřela. Po smrti převzal její práci syn Mario, který jí byl nejvěrnějším spolupracovníkem.

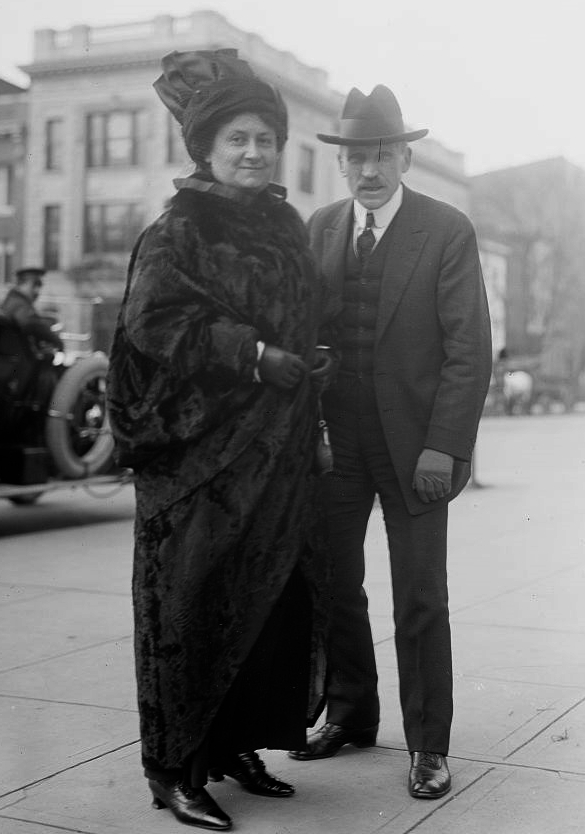
Maria Montessori a Samuel Sidney McClure, 1914

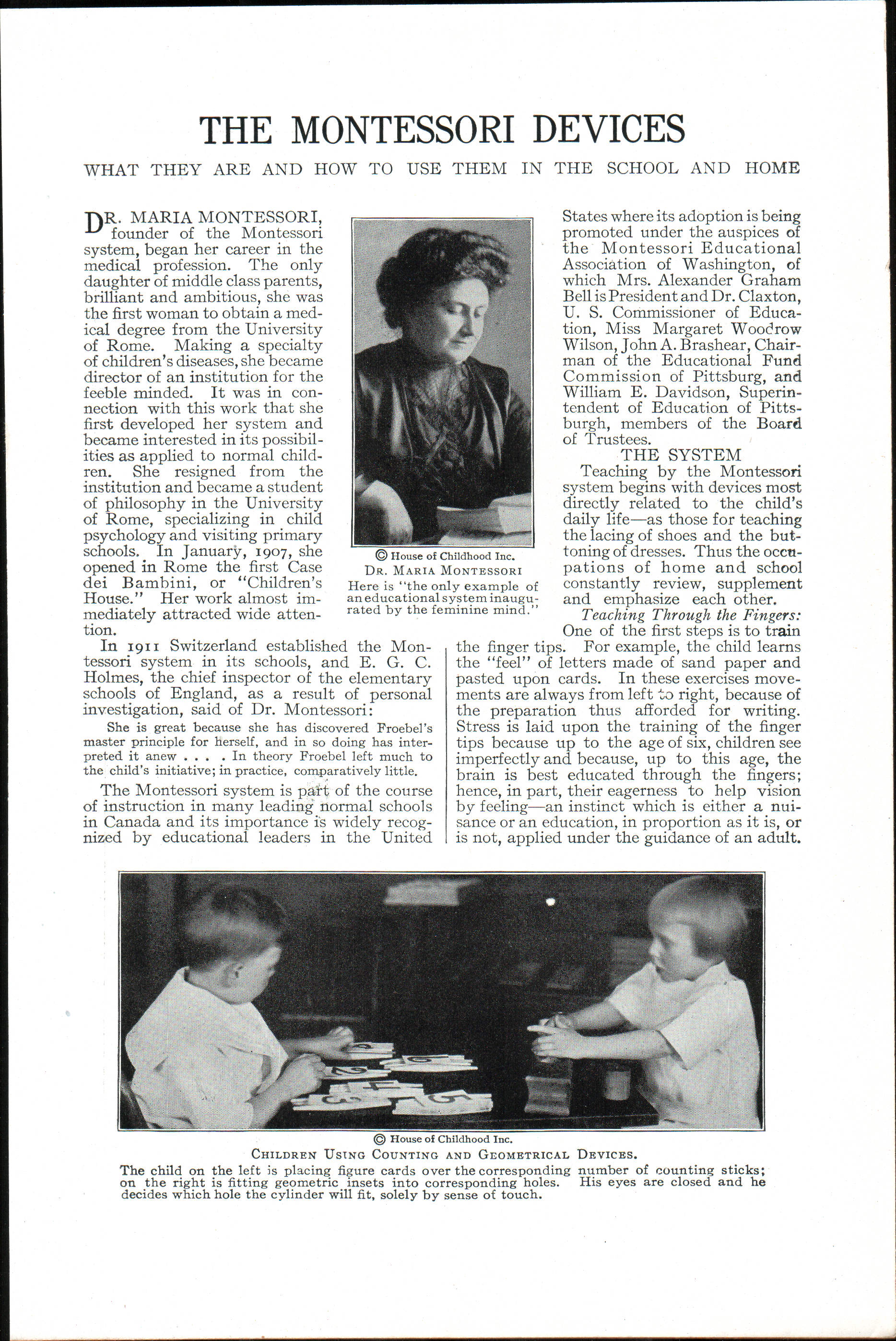
Repro z knihy The New Student's Reference Work

## Hlavní myšlenky
Dítě je tvůrcem sebe saméhoAčkoliv se vyvíjí v kontaktu s prostředím, z něhož čerpá podněty, ovlivňují ho lidé v blízkém okolí, přesto pouze ono samo určuje, které podněty, jakým způsobem a kdy ovlivní jeho jednání.
Pomoz mi, abych to dokázal sámTato prosba, s níž se malé dítě obrátilo na Marii Montessori, se stala hlavním krédem její pedagogiky. Úkolem dospělých je to, aby dítě vlastními silami a svým tempem získávalo nové vědomosti a dovednosti, vrůstalo do světa, který ho obklopuje.
Ruka je nástrojem ducha. Práce rukou je základem pro pochopení věcí, jevů, rozvoj myšlení a řečiDůraz kladen na spojování tělesné a duševní aktivity. Je potřeba vycházet z konkrétního poznání a manipulace s věcmi.
Respektování senzitivních (citlivých) obdobíDoba, v níž je dítě obzvláště citlivé a jakoby připravené pro získávání určitých dovedností. Není-li takové období využito, senzitivita zaniká.
Svobodná volba práceDítě samo rozhoduje, co bude dělat, s kým bude pracovat a jak dlouho bude pracovat.
Připravené prostředíPracovní místo, pomůcky, předměty k manipulaci je třeba uspořádat tak, aby umožňovaly osvojení nových poznatků samostatně, bez vnější pomoci.
Polarizace pozornostiDítě je schopno soustředit se intenzivně a dlouhodobě na práci, která ho zaujme. Polarizace pozornosti je základem učení.
Celostní učeníVzájemné působení tělesné a duševní aktivity se musí promítat i do procesu učení.

## Dílo
Maria Montessori zaujala jedno z nejvýznamnějších míst mezi představiteli reformní pedagogiky (Někdy též nazýváno hnutí nové výchovy nebo pedagogické hnutí).
Vystudovala medicínu, filozofii a psychologii, zabývala se antropologií, biologií a pedagogikou. Po celý život nepřestávala studovat. V její práci se vzájemně ovlivňovala teorie a praxe. Její výchovu můžeme zařadit do koncepce pedocentrismu.
Montessori nevytvářela systematický pedagogický systém. Její síla spočívala v praktickém uskutečňování myšlenek. Převážnou část prací tvoří výklady pozorování dětí a zdůvodňování pedagogických experimentů.
Zabývala se souvislostí mezi sociálním původem a školní úspěšností.
Knihy:
V roce 1909 vydala knížku obsahující výsledky pozorování života dětí, vyšla pod názvem Metoda vědecké pedagogiky užitá ve výchově v dětských domovech (Metodo della pedagogia scientifica applicato all autoeducazione infantce nell casa dei bambini). Kniha byla přeložena do více než dvaceti jazyků.
1921 Příručka vědecké pedagogiky (Manuale di pedagogia scientifica)
???? Moc slabých
1950 Tajuplné dětství (Il segreto dell infanta)

## Zajímavosti
Její žákyně byla Helen Parkhurstová.
V letech 1949, 1950 a 1951 byla nominována na Nobelovu cenu míru.
Dle ankety New York Times byla v roku 1950 vyhlášena nejpozoruhodnější ženou první poloviny 20. století.
Roku 1926 byl ve Vídni založen Montessori-Institut.
V roce 2007 natočil italský režisér Gianluca Maria Tavarelli životopisný dvojdílný film Maria Montessoriová volně inspirován životem Marii Montessori.